# Portuense

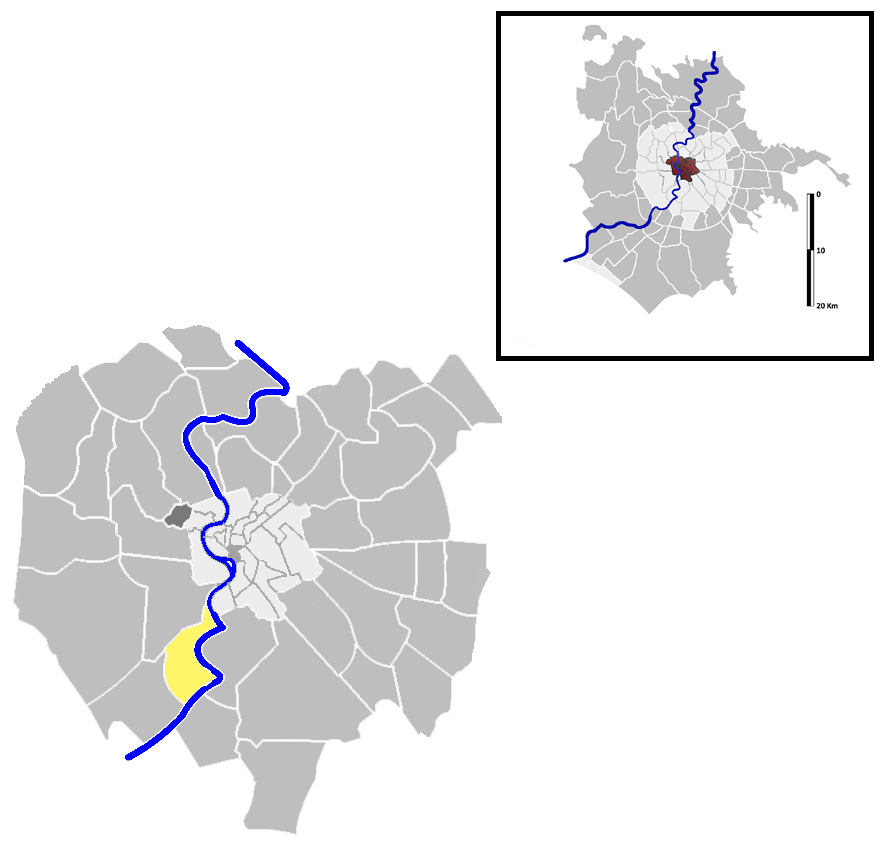
Localisation de Portuense sur la carte administrative de Rome.

Portuense est un quartiere (quartier) situé au sud de Rome en Italie prenant son nom de la via Portuensis qui le traverse. Il est désigné dans la nomenclature administrative par Q.XI et fait partie du Municipio XI et Municipio XII. Sa population est de 30 348 habitants répartis sur une superficie de 4,927 8 km2.
Il forme également une « zone urbanistique » désigné par le code 15.b, qui compte en 2010 : 30 362 habitants.

## Historique
Portuense fait partie des quinze premiers quartiers créés à Rome en 1911 et officiellement reconnu en 1921.

## Lieux particuliers
- La via Portuensis

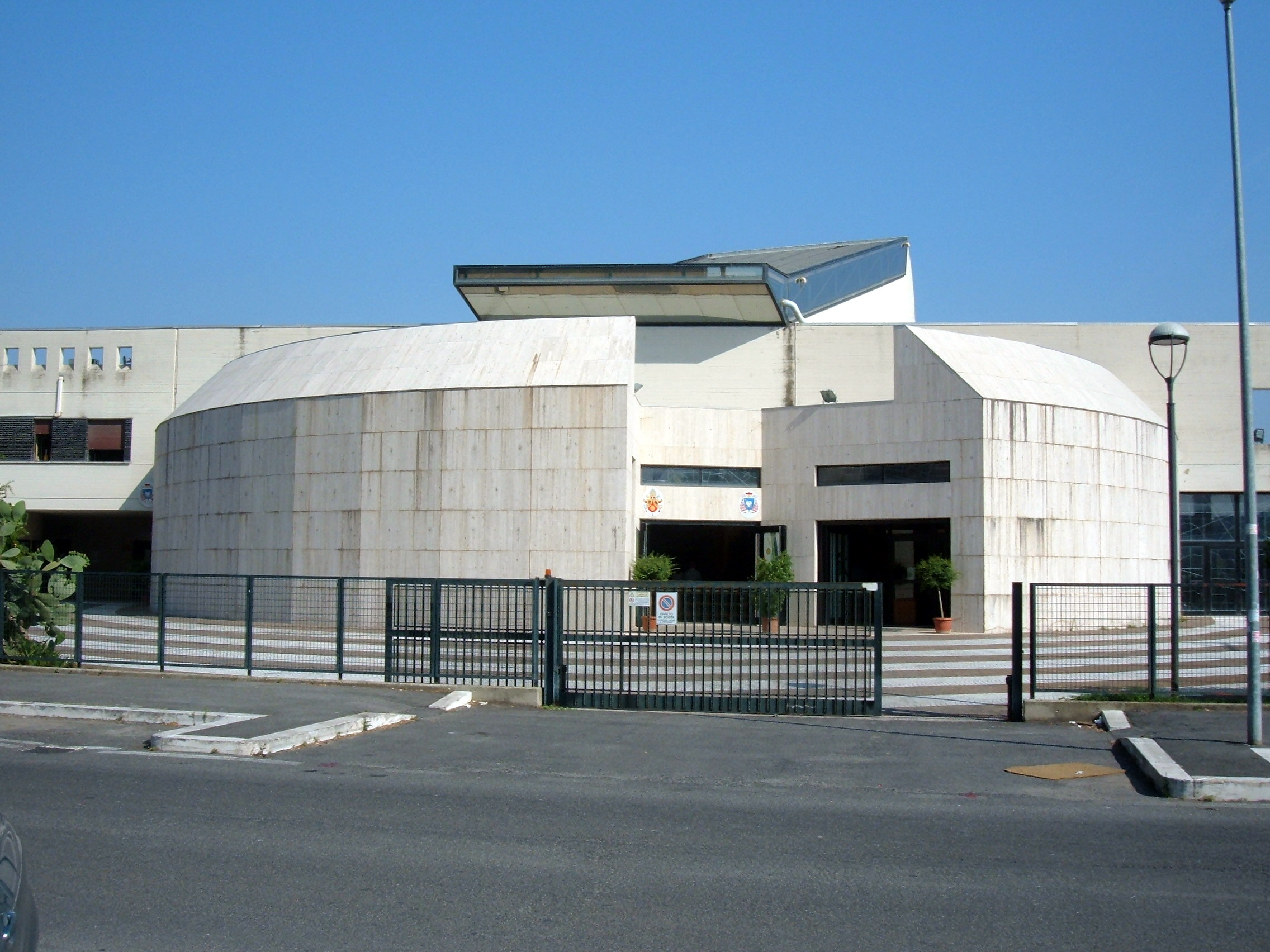
(consacrée en 1992).

- Église Santa Maria del Rosario di Pompei alla Magliana
- Église Santa Passera
- Église Gesù Divino Lavoratore
- Église Sacra Famiglia a Via Portuense
- Église Santi Aquila e Priscilla (en)
- Église San Gregorio Magno alla Magliana Nuova, piazza Certaldo.